# ASICS

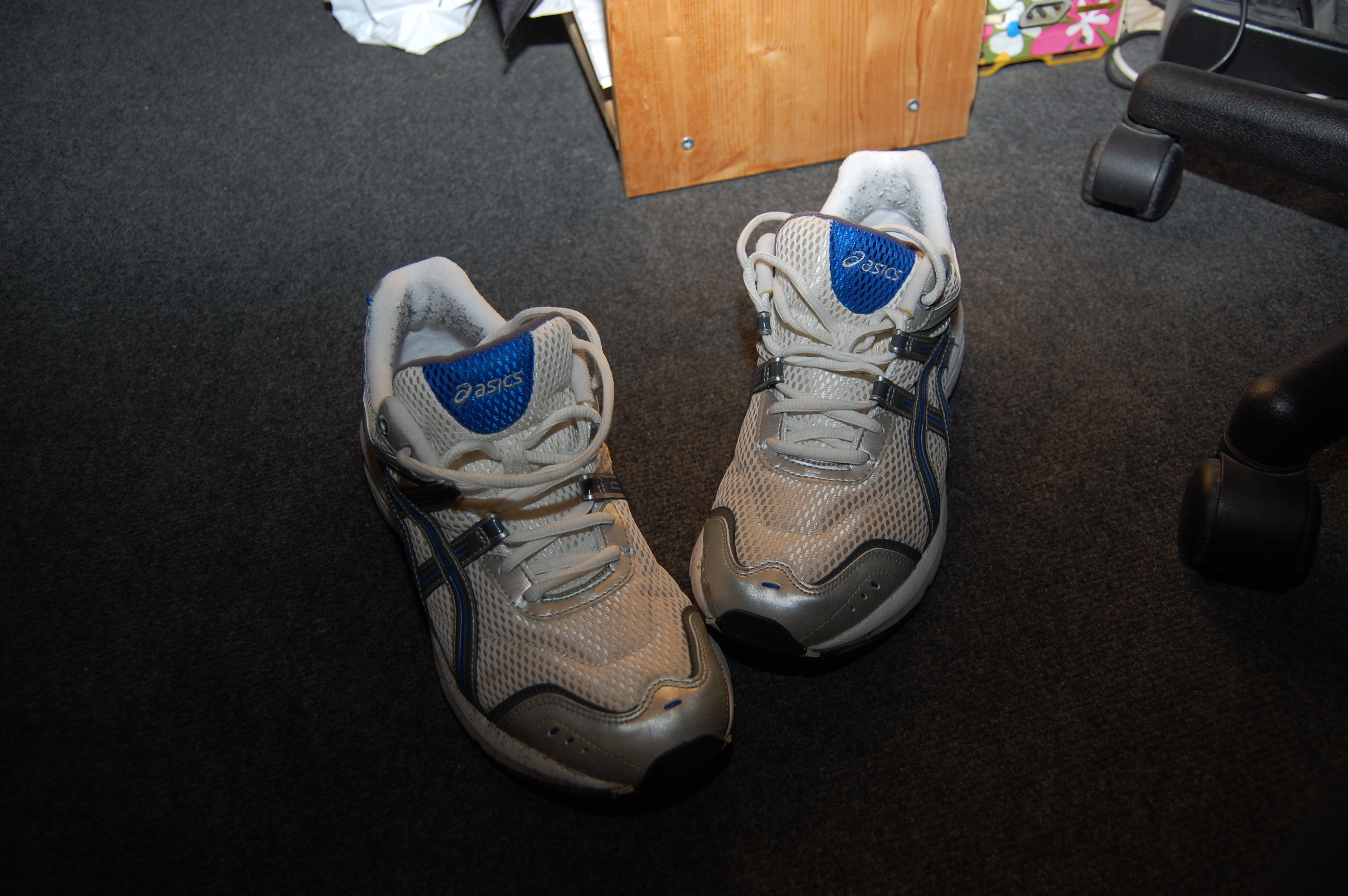
Hardloopschoenen van Asics

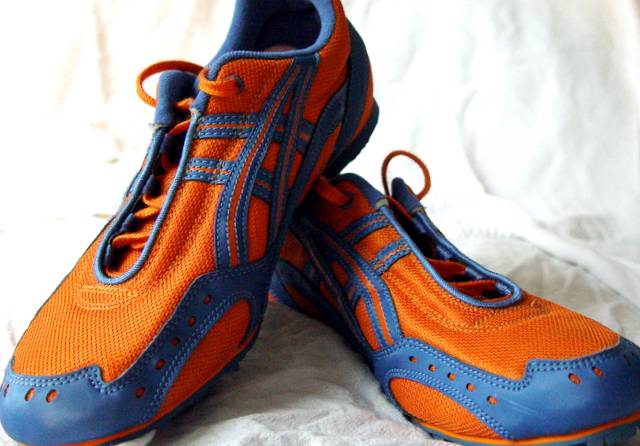
Sportschoenen van ASICS

ASICS (株式会社 アシックス, Kabushiki-gaisha Ashikkusu) is een Japanse fabrikant van sportschoenen en -kleding en behoort tot de vijf grootste producenten van sportartikelen en -accessoires ter wereld. De naam is een acroniem van Anima Sana In Corpore Sano, wat Latijn voor een gezonde ziel in een gezond lichaam is.
Vanaf de oprichting in 1949 (destijds als Onitsuka Co., Ltd) is ASICS voortdurend bezig geweest om met behulp van wetenschappers, topatleten en coaches nieuwe sportartikelen te ontwikkelen.
In mei 1990 werd in Kobe het ASICS onderzoekscentrum voor sportwetenschappen geopend. Het instituut bestaat uit verscheidene afdelingen met diverse specifieke taken, zoals het analyseren van lichaamsbewegingen, het testen van materialen en het ontwikkelen van nieuwe producten.
ASICS is sinds 1994 officieel sponsor van de NOC*NSF en heeft contracten met de Nederlandse Volleybalbond en met de Nederlandse Atletiekunie.

## Benelux-atleten gesponsord door ASICS
- Koen Naert
- Nelli Cooman
- Jeroen van Damme
- Wilbert Pennings
- Jesse Huta Galung
- Robert van der Horst
- Letitia Vriesde
- Dennis Licht
- Teun de Nooijer
- Marije Smits
- Tom Van Hooste
- Pieter Desmet
- Jesse Stroobants
- Jeroen D'hoedt
- Kim Ruell
- Anja Smolders
- Hanna Mariën
- Thomas Van Der Plaetsen
- Sara Aerts
- David Goffin